# Information Sciences Institute

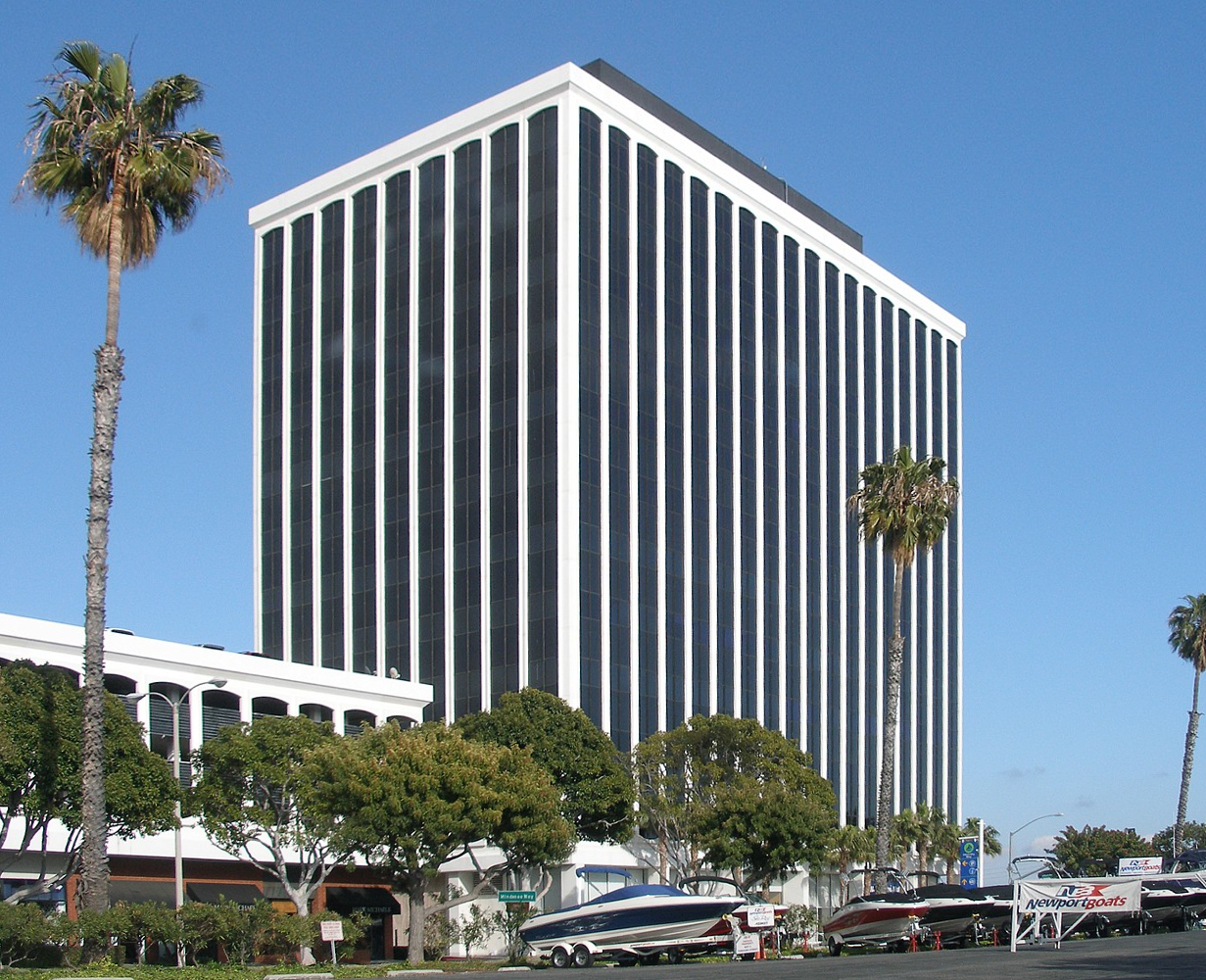
Sede do ISI em Marina del Rey, CA

O USC Information Sciences Institute (ISI) é um componente da University of Southern California (USC) Viterbi School of Engineering e é especializado em pesquisa e desenvolvimento em processamento de informações, computação e tecnologias de comunicação. Está localizado em Marina del Rey, Califórnia.
A ISI participou ativamente da revolução da informação e desempenhou um papel de liderança no desenvolvimento e gerenciamento da Internet inicial e de sua antecessora ARPAnet. O Instituto realiza pesquisas básicas e aplicadas apoiadas por mais de 20 agências governamentais dos EUA envolvidas em defesa, ciência, saúde, segurança interna, energia e outras áreas. O financiamento anual é de cerca de US$ 100 milhões.
O ISI emprega cerca de 350 cientistas pesquisadores, programadores de pesquisa, estudantes de pós-graduação e funcionários administrativos em sua sede em Marina del Rey, Califórnia, e em Arlington, Virgínia. Cerca de metade da equipe de pesquisa possui doutorado e cerca de 40 são professores de pesquisa que ensinam na USC e orientam estudantes de pós-graduação. Vários pesquisadores seniores são professores titulares da USC na Escola de Viterbi.